# Humpata
Humpata – miasto w Angoli, w prowincji Huíla.